# Berthold Lindner
Berthold Lindner (* 7. April 1937 in Hainichen) ist ein deutscher Werbegrafiker und Formgestalter.

## Leben und Werk
Berthold Lindner absolvierte von 1952 bis 1954 eine Lehre als Maschinenschlosser. Von 1960 bis 1963 studierte er an der Fachschule für angewandte Kunst Magdeburg in der Fachrichtung Gebrauchsgrafik. Danach arbeitete er 1963/1964 als Gebrauchsgrafiker im VEB dkkScharfenstein und 1964 bis 1967 bei der DEWAG Karl-Marx-Stadt. Seit 1967 war er freischaffend und Mitglied im Verband Bildender Künstler der DDR. Unter anderem entwarf er auch Postwertzeichen.
1985 wurde er als Mitglied eines Kollektivs mit dem Kunstpreis des FDGB geehrt.

## Werke

Briefmarkenausgabe 1977: Zusammendruck zur 30. Internationalen Friedensfahrt 1977

- 1965 Signet Wolfgang Krüger – Batik und Textildruck
- 1965 Signet des VEB Kühlerbau Freiberg, Betriebsteil des Bergbau- und Hüttenkombinat „Albert Funk“ Freiberg
- 1969 Formgestaltungsprogramm Karl-Marx-Stadt Strukturelemente für Tribünen, Podeste und Werbeaufsteller
- 1976 Plakat Bergbaumuseum, Berlin, Deutsches Historisches Museum, Plakate, Inventar-Nr. P 90/5784, PLI09939 in Zusammenarbeit mit Manfred König
- 1977 Postwertzeichen Zusammendruck zur 30. Internationalen Friedensfahrt in Zusammenarbeit mit Robert Diedrichs
- 1981 Signet VEB Uni-Möbel, Karl-Marx-Stadt
- 1983 bis 1985 Visuelle Kommunikation der Rudolf-Harlaß-Gießerei Karl-Marx-Stadt

## Ehrungen
- 1985 Kunstpreis des FDGB im Kollektiv

## Ausstellungen
- 1967/1968, 1982/1983 und 1987/1988 VI. Deutsche Kunstausstellung und IX. und X. Kunstausstellung der DDR in Dresden
- 1974, 1979 und 1985 Bezirkskunstausstellung Karl-Marx-Stadt
- 1977 Kunst und Sport, Leipzig